# Walter Novellino
Walter Alfredo Novellino (né le 6 juin 1953 à Montemarano dans la province d'Avellino en Campanie) est un joueur de football international italien, qui jouait au milieu de terrain, devenu entraîneur à l'issue de sa carrière.

## Biographie

### Joueur
Surnommé « Monzón » en raison de sa ressemblance avec le boxeur argentin Carlos Monzón, Walter Novellino fut d'abord un joueur, évoluant au poste de milieu de terrain offensif, qui joua pour les équipes de Pérouse, Ascoli et du Milan AC, mais aussi de Catane. Il a également obtenu une sélection en équipe d'Italie avant de devenir entraîneur. 

### Entraîneur
Il fit ses débuts d'entraîneur lors de la saison 1992-1993 avec son ancien club de Pérouse, alors en Serie C1, mais ce fut pour une courte période. 
La saison suivante, il entraîna Gualdo, qu'il conduisit jusqu'aux barrages d'accession en Serie C1, malheureusement perdus par son équipe, qui resta en Serie C2. Dans la suite de sa carrière, Novellino entraîna plusieurs équipes de Serie B : à nouveau Pérouse, puis Ravenne et le club de la Cité des Doges, Venise, qu'il parvint à conduire jusqu'en Serie A pour la première fois depuis l'année 1966. 
En 2000, il conduit le Napoli à la montée en Serie A, et renouvelle l'exploit la saison suivante avec Piacenza. En 2003, il rejoint la Sampdoria de Gênes, conduisant immédiatement la prestigieuse équipe ligure à la remontée en Serie A (c'était la quatrième fois qu'il atteignait ce but pour une équipe qu'il dirigeait). Lors de sa première saison dans l'élite avec la Sampdoria, l'équipe termina le championnat à la cinquième place, obtenant sa qualification pour la coupe UEFA, après avoir perdu sa lutte contre l'Udinese pour la dernière place qualificative en Ligue des champions.
Après avoir été rétrogradée en Serie B à l'issue du procès de l'affaire des matches truqués du Calcio, en mai 2006 en sport, la Juventus, avant d'engager Didier Deschamps, a tenté de convaincre Walter Novellino, fort de son expérience et de ses performances passées dans ce domaine, faisant de lui un expert de la remontée d'une équipe en Serie A, de prendre la tête de l'équipe.
Finalement, à l'issue de la saison 2006-2007, il s'engage avec l'autre club de Turin, le Torino Football Club, qu'il quitte en avril 2008.
Après les mauvais résultats du club turinois, il est rappelé le 8 décembre 2008 pour remplacer son prédécesseur et successeur Gianni De Biasi, limogé par le président Urbano Cairo. En mars 2009, il est de nouveau démis de ses fonctions.
Le 11 juin 2009, il est embauché par la Reggina, tout juste rétrogradée en Serie B. Mais cette expérience sera de courte durée : il sera remercié dès le 24 octobre après n'avoir pris que 9 points en 10 matches, laissant l'équipe à une pâle 19e place. 
Le 9 mars 2016, à la suite d'un gros souci du côté de l'US Città di Palermo, il deviendra le successeur de Beppe Iachini pour sauver l’équipe de Palerme d'une éventuelle relégation en Serie B.

## Carrière

### Clubs (joueur)
- 1970-1971 : Torino Football Club  Italie (équipe réserve)
- 1971-1972 : AC Legnano  Italie (37 matchs, 1 but en championnat)
- 1972-1973 : Torino Football Club  Italie (1 match en championnat)
- 1973-1974 : US Cremonese  Italie (30 matchs, 2 buts en championnat)
- 1974-1975 : Empoli Football Club  Italie (36 matchs, 5 buts en championnat)
- 1975-1978 : Pérouse Calcio  Italie (81 matchs, 11 buts en championnat)
- 1978-1982 : Associazione Calcio Milan  Italie (120 matchs, 10 buts en championnat)
- 1982-1984 : Ascoli Calcio 1898  Italie (59 matchs, 12 buts en championnat)
- 1984-1986 : Pérouse Calcio  Italie (51 matchs en championnat, 1 but en championnat)
- 1986-1987 : Calcio Catane  Italie (16 matchs en championnat)

### Clubs (entraîneur)
- 1992-1993 : Pérouse Calcio  Italie
- 1993-1995 : AS Gualdo Calcio  Italie
- 1995-1996 : Pérouse Calcio  Italie
- 1996-1997 : Ravenne Calcio  Italie
- 1997-1999 : Venezia Calcio  Italie
- 1999-2000 : SSC Naples  Italie
- 2000-2002 : Piacenza Calcio  Italie
- 2002-2007 : UC Sampdoria  Italie
- 2007-avr. 2008 : Torino FC  Italie
- déc. 2008-mars 2009 : Torino Football Club  Italie
- 2009-Oct. 2009 : Reggina Calcio  Italie
- fév. 2011-déc. 2011 : Livourne  Italie
- mars 2013-fév. 2015 : Modène FC  Italie
- mars 2016-avr. 2016 : US Palerme  Italie
- nov. 2016-avr. 2018 : US Avellino 1912  Italie
- fév. 2019-mai 2019 : Catania SSD  Italie
- 2021-oct. 2021 : SS Juve Stabia  Italie
- mars 2023-juin 2023 : SS Juve Stabia  Italie

## Palmarès (joueur)
- Champion d'Italie en 1979 avec le Milan AC
- Une sélection en équipe d'Italie lors de l'année 1978